# Shaadi Se Pehle
Shaadi Se Pehle, hindi: शादी से पहले, urdu: شادی سے پہلے, tj. Przed ślubem – bollywoodzka komedia wyreżyserowana przez Satish Kaushika. W rolach głównych Akshaye Khanna, Mallika Sherawat i Ayesha Takia. W drugoplanowych Anupam Kher, Sunil Shetty, Boman Irani i Aftab Shivdasani.

## Fabuła
To historia Ashisha (Akshaye Khanna), który tak się zaplątał w swojej hipochondrii, że uwierzył, iż lada moment umrze na raka. Zamawiając już sobie drewno sandałowe na stos wielkodusznie zaczął odstraszać swoją przyszłą narzeczoną od siebie. Upijając się. Przychodząc na pogrzeb z wyzywająco ubraną tancerką z baru. Sytuację tę wykorzystuje zakochany w jego narzeczonej Rohit (Aftab Shivdasani). Pocieszając Rani (Ayesha Takia) stara się ją zrazić do Ashisha. Udaje mu się, gdy zniechęcający do siebie narzeczoną Ashish pozwala się poderwać nie wierzącej w miłość, wyzywającej Sanii (Mallika Sherawat). Wkrótce zdarzenia nabierają pośpiechu – narwany brat Sanii, gangster Anna (Sunil Shetty) decyduje się choćby przemocą uszczęśliwić swoją siostrzyczkę. Wbrew swej woli Ashish ma poślubić Sanię. I wtedy nagle dowiedziawszy się, że jest zdrowy za wszelką cenę chce odzyskać serce Rani.
W filmie nawiązania do takich bollywoodzkich filmów jak  Devdas (film) i klasyków umierania na ekranie – Anand i Kal Ho Naa Ho.

## Obsada
- Akshaye Khanna – Ashish Khanna
- Mallika Sherawat – Sania
- Ayesha Takia – Rani
- Aftab Shivdasani – Rohit
- Sunil Shetty – Anna
- Anupam Kher – ojciec Rani
- Gulshan Grover – Luca
- Boman Irani – doktor
- Rajpal Yadav – przyjaciel Ashisha

## Muzyka i piosenki
Muzykę skomponował Himesh Reshammiya, nominowany za muzykę do filmów: Humraaz (2002), Tere Naam (2003), Aksar (2006), Aashiq Banaya Aapne, autor muzyki do takich filmów jak Aitraaz, Dil Maange More, Vaada, Blackmail, Yakeen, Kyon Ki, Chup Chup Ke, Dil Diya Hai, Namastey London, Ahista Ahista, Shakalaka Boom Boom, Apne, Maine Pyaar Kyun Kiya?, Silsilay, 36 China Town, Banaras – A Mystic Love Story, Dil Ne Jise Apna Kahaa, Fool and Final, Good Boy Bad Boy, Welcome i Karzzzz.
- Mundeya
- Ankhiyon Se Gal Kar Gayi
- Tutiya Ve
- Bijuriya
- Tere Liye
- Sache Aashiq
- Tere Liye (remix)
- Bijuriya (remix)
- Tutiya Ve (remix – DJ Suketu – Arranged by Aks)
- Mundeya (remix)
- Ankhiyon Se Gal Kar Gayi (remix)